# مرزوقی یحیی
مرزوقی بن حاجی یحیی (زاده ۴ سپتامبر ۱۹۷۰) سیاستمدار مالزیایی است. او عضو حزب بومی‌پوترا توانمند مالزی (PUTRA)، عضو سابق حزب مبارزان میهن (PEJUANG) و معاون رئیس این حزب از اوت ۲۰۲۰ تا استعفای خود در ژانویه ۲۰۲۳، و نیز عضو سابق حزب بومی‌تباران متحد مالزی (BERSATU)، و دبیرکل این حزب از سپتامبر ۲۰۱۸ تا پایان خدمت وی در این منصب در مارس ۲۰۲۰ می‌باشد. او از ماه ژوئیه ۲۰۱۸ تا سقوط دولت به زمامداری حزب پاکاتان هاراپان (PH)، در زمان نخست‌وزیر سابق ماهاتیر محمد، به عنوان معاون وزیر امور خارجه مشغول به خدمت بود، هم چنین از ژوئیه ۲۰۱۸ تا ژوئیه ۲۰۲۱ به عنوان سناتور خدمت کرد.

## تحصیلات
به مرزوقی تهمت زده شده بود که با اظهارات دروغ، مدعی داشتن مدرک کارشناسی مدیریت بازرگانی از دانشگاه کمبریج است که از طریق آموزش از راه دور توانسته است مدرک فوق را کسب کند. هرچند بعد مشخص گردید که این دانشگاه، هیچ مدرک تحصیلی از طریق آموزش از راه دور ارائه نمی کند. او بعد شفاف سازی کرد که در واقع مدرک خود را از دانشگاه بین المللی کمبریج دریافت کرده است که هیچگونه وابستگی یا رابطه ای با دانشگاه کمبریج ندارد. از قرار معلوم، دانشگاه بین المللی کمبریج یک موسسه آموزشی غیرمعتبر و یک موسسه ارائه کننده مدرک جعلی بود.